# Houssay (Loir-et-Cher)
Houssay is een gemeente in het Franse departement Loir-et-Cher (regio Centre-Val de Loire) en telt 371 inwoners (1999). De plaats maakt deel uit van het arrondissement Vendôme.

## Geografie
De oppervlakte van Houssay bedraagt 16,5 km², de bevolkingsdichtheid is 22,5 inwoners per km².
De onderstaande kaart toont de ligging van Houssay (Loir-et-Cher) met de belangrijkste infrastructuur en aangrenzende gemeenten.

## Demografie
Onderstaande figuur toont het verloop van het inwonertal (bron: INSEE-tellingen).